# Тендиніт
Тендиніт — запалення тканини сухожилля, спостережуване традиційно в точці прикріплення до кістки або в зоні м'язово-сухожильного переходу; традиційно поєднується з запаленням сухожильної сумки або сухожильної піхви. Є симптомом певних хвороб.

## Етіологія
Причини, що призводять до тендиніту бувають різні. До них належать:
- посилена рухова активність і мікротравматизація,
- хвороби ревматичного характеру,
- ревматоїдний артрит,
- подагра,
- реактивний артрит.

Групи ризику:
- спортсмени,
- працівники фізичної праці.

## Клінічні прояви
Ознаки тендиніту:
- біль при активних рухах, що здійснюються з участю ураженого сухожилля, в той час як аналогічні пасивні рухи безболісні,
- біль при пальпації уздовж ураженого сухожилля,
- гіперемія, гіпертермія над зоною ураженого сухожилля,
- крепітація при русі сухожилля, чутна на відстані або тільки через фонендоскоп,
- біль при пальпації зони латерального надвиростка плечової кістки,
- біль при згинанні і пронації передпліччя, що іррадіює уздовж його внутрішнього краю,
- біль при розгинанні і відведенні великого пальця кисті,
- біль при пальпації шилоподібного відростка променевої кістки,
- біль у зоні шилоподібного відростка ліктьової кістки набряк в цій же зоні,
- біль в області горбистості великої гомілкової кістки при ходьбі, бігу, спуску зі сходів,
- біль при ступанні на п'яту і при згинанні стопи,
- локальний набряк — при супутньому ахіллобурситі.

Найчастіша локалізація:
- тендиніт обертальної манжети плеча, тендиніт сухожилля двоголового м'яза (періартрит плечолопатковий),
- латеральний епіконділіт (лікоть тенісиста) — тендиніт м'язів-розгиначів зап'ястя,
- медіальний епіконділіт (лікоть гравця в гольф) — тендиніт м'язів-згиначів і пронаторів передпліччя,
- супутній неврит ліктьового нерва (25—50 % хворих),
- тендиніт власної зв'язки наколінка,
- тендиніт ахіллового сухожилля і сухожиль підошовних м'язів (талалгія),
- тендовагініт ліктьового розгинача кисті (ліктьовий стилоїдит),
- тендовагініт короткого розгинача і довгого відвідного м'яза великого пальця кисті (хвороба де Кервена).

## Лікування
Тактика ведення:
- У гострій фазі — спокій, іммобілізація
- Перев'язь через плече або шини для верхніх кінцівок
- Підтяжки, тростина або милиці для нижніх кінцівок
- Пластири, що щільно накладаються на передпліччя злегка дистальніше ліктьового суглоба — при епіконділітах
- Лікувальна фізкультура
- Медикаментозна терапія, яка включає нестероїдні протизапальні засоби.

Ускладнення — розрив сухожилля. Прогноз сприятливий.